# Ashley, Michigan
Ashley är en ort (village) i Gratiot County i Michigan. Vid 2010 års folkräkning hade Ashley 563 invånare.